# Jessica Shirvington

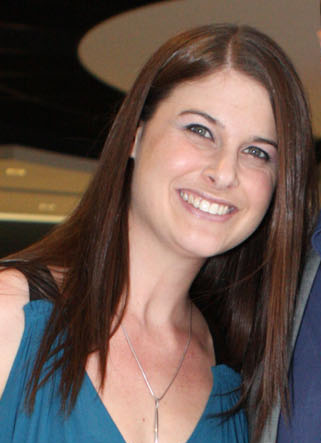
Jessica Shirvington (2012)

Jessica Shirvington (* 15. April 1979 in Sydney) ist eine australische Schriftstellerin, die The Embrace Series (auch als The Violet Eden Chapters bekannt) und Between the lives verfasst hat.

## Leben
Jessica Shirvington wuchs zusammen mit zwei älteren Brüdern und Schwestern in Sydney auf. Sie besuchte eine Grundschule in St. Ives und die Oberschulen Loreto Normanhurst und Loreto Kirribilli in Sydney.
Im Alter von neunzehn Jahren führte sie ein Restaurant in Sydney. Danach hat sie zusammen mit ihrem Mann Matt Shirvington in London gelebt und 2003 dort eine Kaffeeimportfirma gegründet.
Danach kehrte sie nach Australien zurück und begann sich dem Schreiben zu widmen. Sie lebt seitdem mit ihrer Familie wieder in Sydney und ist Mutter zweier Töchter.

## Werke
- Erwacht (Embrace), 2010, cbt, ISBN 3-570-38011-4
- Verlockt (Enticed), 2011, cbt, ISBN 3-570-38018-1
- Gebannt (Emblaze), 2011, cbt, ISBN 3-570-38020-3
- Entbrannt (Endless), 2012, cbt, ISBN 3-570-38039-4
- Ein Tag, zwei Leben (Between the lives), 2014, cbt, ISBN 3-570-38040-8
- Vereint (Empower), 2014 cbt, ISBN 978-3-570-38045-1